# Spielvereinigung Greuther Fürth 2000-2001
Questa voce raccoglie le informazioni riguardanti la Spielvereinigung Greuther Fürth nelle competizioni ufficiali della stagione 2000-2001.

## Stagione
Nella stagione 2000-2001 il Greuther Fürth, allenato da Benno Möhlmann, Paul Hesselbach e Uwe Erkenbrecher, concluse il campionato di 2. Bundesliga al 5º posto. In Coppa di Germania il Greuther Fürth fu eliminato al secondo turno dall'Union Berlino.

## Rosa
| N. |                      | Ruolo | Calciatore         |
| -- | -------------------- | ----- | ------------------ |
| 1  | Germania (bandiera)  | P     | Günther Reichold   |
| 2  | Germania (bandiera)  | D     | Domenico Sbordone  |
| 3  | Germania (bandiera)  | D     | Markus Reiter      |
| 4  | Germania (bandiera)  | D     | Sven Boy           |
| 5  | Rep. Ceca (bandiera) | D     | Petr Škarabela     |
| 6  | Germania (bandiera)  | C     | Mirko Reichel      |
| 7  | Tunisia (bandiera)   | A     | Faouzi Rouissi     |
| 9  | Germania (bandiera)  | A     | Frank Türr         |
| 10 | Ghana (bandiera)     | C     | Nii Lamptey        |
| 11 | Rep. Ceca (bandiera) | C     | Petr Ruman         |
| 15 | Germania (bandiera)  | C     | Daniel Felgenhauer |
| 16 | Germania (bandiera)  | C     | Mathias Surmann    |
| 17 | Grecia (bandiera)    | A     | Giannīs Amanatidīs |

| N. |                           | Ruolo | Calciatore         |
| -- | ------------------------- | ----- | ------------------ |
| 18 | Germania (bandiera)       | A     | Horst Elberfeld    |
| 19 | Camerun (bandiera)        | A     | Francis Kioyo      |
| 20 | Marocco (bandiera)        | C     | Rachid Azzouzi     |
| 23 | Germania (bandiera)       | C     | Christian Hassa    |
| 28 | Georgia (bandiera)        | C     | Georgi Dekanosidze |
| 13 | Austria (bandiera)        | A     | Ralph Hasenhüttl   |
| 32 | Germania (bandiera)       | D     | Björn Schlicke     |
| 37 | Germania (bandiera)       | P     | Ronny Teuber       |
| 21 | Germania (bandiera)       | D     | Thomas Richter     |
| 14 | Germania (bandiera)       | C     | Michael Öller      |
| 12 | Nigeria (bandiera)        | C     | Henry Onwuzuruike  |
| 22 | Germania (bandiera)       | C     | Ingo Walther       |
| 27 | Costa d'Avorio (bandiera) | A     | Siaka Bamba        |

## Organigramma societario
Area tecnica
- Allenatore: Uwe Erkenbrecher
- Allenatore in seconda: Paul Hesselbach
- Preparatore dei portieri: Ludwig Trifellner
- Preparatori atletici:

## Calciomercato

### Sessione estiva
| Acquisti | Acquisti         | Acquisti            | Acquisti |
| R.       | Nome             | da                  | Modalità |
| -------- | ---------------- | ------------------- | -------- |
| D        | Sven Boy         | Bochum              |          |
| A        | Horst Elberfeld  | Cloppenburg         |          |
| D        | Guido Gorges     | Monaco 1860         |          |
| A        | Ralph Hasenhüttl | Colonia             |          |
| C        | Michael Öller    | Monaco 1860         |          |
| D        | Markus Reiter    | Borussia M'gladbach |          |
| P        | Ronny Teuber     | Colonia             |          |

| Cessioni | Cessioni              | Cessioni          | Cessioni |
| R.       | Nome                  | a                 | Modalità |
| -------- | --------------------- | ----------------- | -------- |
| P        | Mathias Hain          | Arminia Bielefeld |          |
| C        | Živojin Juškić        | Darmstadt         |          |
| A        | Carsten Klee          | Sachsen Lipsia    |          |
| D        | Martin Meichelbeck    | Bochum            |          |
| A        | Konstantin Ognjanovic | Union Berlino     |          |
| A        | Nico Patschinski      | St. Pauli         |          |
| D        | Oliver Schmidt        | VfR Mannheim      |          |

### Sessione invernale
| Acquisti | Acquisti           | Acquisti    | Acquisti |
| R.       | Nome               | da          | Modalità |
| -------- | ------------------ | ----------- | -------- |
| A        | Giannīs Amanatidīs | Stoccarda   |          |
| C        | Georgi Dekanosidze | WIT Georgia |          |

| Cessioni | Cessioni     | Cessioni    | Cessioni |
| R.       | Nome         | a           | Modalità |
| -------- | ------------ | ----------- | -------- |
| D        | Guido Gorges | Hannover 96 |          |

## Risultati

### 2. Bundesliga

#### Girone di andata
| Arbitro: | Berg |

|                                                       |           |                  |
| Hasenhüttl 20’ Felgenhauer 69’ Elberfeld 70’ Türr 72’ | Marcatori | 54’ (rig.) Skela |

| Arbitro: | Meyer |

|                          |           |               |
| Choji 25’ Bartolović 57’ | Marcatori | 31’ Elberfeld |

| Arbitro: | Kinhöfer |

|                               |           |  |
| Felgenhauer 28’ Škarabela 56’ | Marcatori |  |

| Arbitro: | Strampe |

|                               |           |               |
| Unsöld 48’ Leandro 59’ (rig.) | Marcatori | 50’, 72’ Türr |

| Arbitro: | Anklam |

|                      |           |                                |
| Elberfeld 39’ (rig.) | Marcatori | 51’ (rig.) Lipinski 66’ Madžar |

| Arbitro: | Späker |

|            |           |  |
| Kramny 13’ | Marcatori |  |

| Arbitro: | Gagelmann |

|                                      |           |  |
| Felgenhauer 45’ Türr 81’ Lamptey 89’ | Marcatori |  |

| Arbitro: | Schmidt |

|                            |           |                                 |
| Meggle 3’, 24’ Klasnić 41’ | Marcatori | 68’ Surmann 71’, 74’ Hasenhüttl |

| Fürth 21 ottobre 2000, ore 15:00 CEST 9ª giornata | Greuther Fürth | 0 – 0 referto | Norimberga | Playmobil-Stadion (35 100 spett.)\| Arbitro: \| Weiner \| |
| Arbitro:                                          | Weiner         |               |            |                                                           |

| Arbitro: | Heynemann |

|                     |           |  |
| Sopić 43’ Bamba 77’ | Marcatori |  |

| Arbitro: | Wagner |

|                        |           |             |
| Reichel 9’ Rouissi 68’ | Marcatori | 34’ Montero |

| Arbitro: | Kammerer |

|                     |           |                         |
| Djappa 39’ Lexa 73’ | Marcatori | 15’ Ruman 67’ Škarabela |

| Arbitro: | Voss |

|                           |           |  |
| Reichel 51’ Elberfeld 56’ | Marcatori |  |

| Duisburg 24 novembre 2000, ore 19:00 CET 14ª giornata | Duisburg | 0 – 0 referto | Greuther Fürth | Wedaustadion (6 785 spett.)\| Arbitro: \| Kircher \| |
| Arbitro:                                              | Kircher  |               |                |                                                      |

| Arbitro: | Margenberg |

|             |           |  |
| Azzouzi 85’ | Marcatori |  |

| Arbitro: | Koop |

|                             |           |                |
| Houdt 42’, 47’ van Lent 69’ | Marcatori | 50’ Hasenhüttl |

| Arbitro: | Scheppe |

|                           |           |            |
| Surmann 10’ Škarabela 65’ | Marcatori | 81’ Molata |

#### Girone di ritorno
| Arbitro: | Minskowski |

|  |           |                                |
|  | Marcatori | 18’ Rouissi 85’ (rig.) Walther |

| Arbitro: | Kreyer |

|  |           |                   |
|  | Marcatori | 24’ (rig.) Bender |

| Arbitro: | Schößling |

|                        |           |                |
| Claaßen 2’ Thioune 85’ | Marcatori | 68’ Amanatidīs |

| Arbitro: | Späker |

|                 |           |  |
| Góra 53’ (aut.) | Marcatori |  |

| Arbitro: | Lange |

|                      |           |                       |
| Weber 80’ Müller 90’ | Marcatori | 38’ Azzouzi 52’ Kioyo |

| Arbitro: | Frank |

|                                             |           |            |
| Azzouzi 12’ (rig.) Kioyo 66’ Hasenhüttl 80’ | Marcatori | 68’ Kramny |

| Aquisgrana 4 marzo 2001, ore 15:00 CET 24ª giornata | Alemannia Aquisgrana | 0 – 0 referto | Greuther Fürth | Stadio Tivoli (12 100 spett.)\| Arbitro: \| Wezel \| |
| Arbitro:                                            | Wezel                |               |                |                                                      |

| Arbitro: | Haupt |

|                                                                               |           |              |
| Amanatidīs 41’ Azzouzi 45’ (rig.) Scheinhardt 56’ (aut.) Felgenhauer 70’, 81’ | Marcatori | 61’ Konetzke |

| Arbitro: | Scheppe |

|  |           |                |
|  | Marcatori | 21’ Amanatidīs |

| Arbitro: | Schößling |

|                         |           |                                              |
| Reichel 60’ Rouissi 77’ | Marcatori | 53’ Gaißmayer 57’ Arnold 76’ Sopić 90’ Spörl |

| Arbitro: | Fandel |

|                      |           |             |
| Montero 6’ Teber 77’ | Marcatori | 14’ Surmann |

| Arbitro: | Margenberg |

|               |           |  |
| Elberfeld 72’ | Marcatori |  |

| Arbitro: | Koop |

|  |           |                                                             |
|  | Marcatori | 7’ Škarabela 22’ Türr 66’ Felgenhauer 85’ Ruman 89’ Rouissi |

| Arbitro: | Kemmling |

|           |           |  |
| Kioyo 58’ | Marcatori |  |

| Arbitro: | Jansen |

|                       |           |               |
| Wichniarek 13’ (rig.) | Marcatori | 51’ Škarabela |

| Arbitro: | Strampe |

|                             |           |                            |
| Felgenhauer 56’ Reichel 57’ | Marcatori | 3’ van Lent 9’ (rig.) Demo |

| Arbitro: | Steinborn |

|                  |           |             |
| Kaufman 10’, 65’ | Marcatori | 56’ Azzouzi |

### Coppa di Germania
| Arbitro: | Aust |

|  |           |           |
|  | Marcatori | 77’ Ruman |

| Arbitro: | Scheppe |

|                |           |  |
| Isa 37’ (rig.) | Marcatori |  |

## Statistiche

### Statistiche di squadra
| Competizione      | Punti | In casa | In casa | In casa | In casa | In casa | In casa | In trasferta | In trasferta | In trasferta | In trasferta | In trasferta | In trasferta | Totale | Totale | Totale | Totale | Totale | Totale | DR  |
| Competizione      | Punti | G       | V       | N       | P       | Gf      | Gs      | G            | V            | N            | P            | Gf           | Gs           | G      | V      | N      | P      | Gf     | Gs     | DR  |
| ----------------- | ----- | ------- | ------- | ------- | ------- | ------- | ------- | ------------ | ------------ | ------------ | ------------ | ------------ | ------------ | ------ | ------ | ------ | ------ | ------ | ------ | --- |
| 2. Bundesliga     | 54    | 17      | 12      | 2       | 3       | 32      | 14      | 17           | 3            | 7            | 7            | 23           | 24           | 34     | 15     | 9      | 10     | 55     | 38     | +17 |
| Coppa di Germania | -     | 0       | 0       | 0       | 0       | 0       | 0       | 2            | 1            | 0            | 1            | 1            | 1            | 2      | 1      | 0      | 1      | 1      | 1      | 0   |
| Totale            | 54    | 17      | 12      | 2       | 3       | 32      | 14      | 19           | 4            | 7            | 8            | 24           | 25           | 36     | 16     | 9      | 11     | 56     | 39     | +17 |

### Andamento in campionato
| Giornata  | 1 | 2 | 3 | 4 | 5 | 6  | 7 | 8  | 9  | 10 | 11 | 12 | 13 | 14 | 15 | 16 | 17 | 18 | 19 | 20 | 21 | 22 | 23 | 24 | 25 | 26 | 27 | 28 | 29 | 30 | 31 | 32 | 33 | 34 |
| --------- | - | - | - | - | - | -- | - | -- | -- | -- | -- | -- | -- | -- | -- | -- | -- | -- | -- | -- | -- | -- | -- | -- | -- | -- | -- | -- | -- | -- | -- | -- | -- | -- |
| Luogo     | C | T | C | T | C | T  | C | T  | C  | T  | C  | T  | C  | T  | C  | T  | C  | T  | C  | T  | C  | T  | C  | T  | C  | T  | C  | T  | C  | T  | C  | T  | C  | T  |
| Risultato | V | P | V | N | P | P  | V | N  | N  | P  | V  | N  | V  | N  | V  | P  | V  | V  | P  | P  | V  | N  | V  | N  | V  | V  | P  | P  | V  | V  | V  | N  | N  | P  |
| Posizione | 2 | 8 | 6 | 7 | 9 | 10 | 8 | 10 | 10 | 11 | 8  | 8  | 6  | 5  | 5  | 6  | 6  | 6  | 8  | 10 | 7  | 7  | 4  | 6  | 5  | 4  | 4  | 6  | 6  | 5  | 4  | 4  | 5  | 5  |

Legenda:

Luogo: C = Casa; T = Trasferta. Risultato: V = Vittoria; N = Pareggio; P = Sconfitta.

### Statistiche dei giocatori
| Giocatore      | 2. Bundesliga | 2. Bundesliga | 2. Bundesliga | 2. Bundesliga | Coppa di Germania | Coppa di Germania | Coppa di Germania | Coppa di Germania | Totale   | Totale | Totale      | Totale     |
| Giocatore      | Presenze      | Reti          | Ammonizioni   | Espulsioni    | Presenze          | Reti              | Ammonizioni       | Espulsioni        | Presenze | Reti   | Ammonizioni | Espulsioni |
| -------------- | ------------- | ------------- | ------------- | ------------- | ----------------- | ----------------- | ----------------- | ----------------- | -------- | ------ | ----------- | ---------- |
| I. Amanatidīs  | 16            | 3             | 0             | 0             | 0                 | 0                 | 0                 | 0                 | 16       | 3      | 0           | 0          |
| R. Azzouzi     | 31            | 5             | 11            | 0             | 2                 | 0                 | 0                 | 0                 | 33       | 5      | 11          | 0          |
| S. Bamba       | 2             | 0             | 0             | 0             | 1                 | 0                 | 0                 | 0                 | 3        | 0      | 0           | 0          |
| S. Boy         | 19            | 0             | 2             | 0             | 0                 | 0                 | 0                 | 0                 | 19       | 0      | 2           | 0          |
| G. Dekanosidze | 1             | 0             | 0             | 0             | 0                 | 0                 | 0                 | 0                 | 1        | 0      | 0           | 0          |
| H. Elberfeld   | 23            | 5             | 0             | 0             | 1                 | 0                 | 1                 | 0                 | 24       | 5      | 1           | 0          |
| D. Felgenhauer | 28            | 7             | 4             | 0             | 2                 | 0                 | 1                 | 0                 | 30       | 7      | 5           | 0          |
| G. Gorges      | 9             | 0             | 1             | 0             | 0                 | 0                 | 0                 | 0                 | 9        | 0      | 1           | 0          |
| M. Hain        | 10            | 0             | 0             | 0             | 1                 | 0                 | 0                 | 0                 | 11       | 0      | 0           | 0          |
| R. Hasenhüttl  | 26            | 5             | 3             | 1             | 2                 | 0                 | 0                 | 0                 | 28       | 5      | 3           | 1          |
| C. Hassa       | 23            | 0             | 2             | 0             | 2                 | 0                 | 0                 | 0                 | 25       | 0      | 2           | 0          |
| F. Kioyo       | 21            | 3             | 1             | 0             | 0                 | 0                 | 0                 | 0                 | 21       | 3      | 1           | 0          |
| N. Lamptey     | 15            | 1             | 1             | 0             | 2                 | 0                 | 0                 | 0                 | 17       | 1      | 1           | 0          |
| H. Onwuzuruike | 1             | 0             | 0             | 0             | 1                 | 0                 | 0                 | 0                 | 2        | 0      | 0           | 0          |
| M. Reichel     | 27            | 4             | 4             | 1             | 2                 | 0                 | 0                 | 0                 | 29       | 4      | 4           | 1          |
| G. Reichold    | 16            | 0             | 0             | 0             | 1                 | 0                 | 0                 | 1                 | 17       | 0      | 0           | 1          |
| M. Reiter      | 14            | 0             | 4             | 0             | 0                 | 0                 | 0                 | 0                 | 14       | 0      | 4           | 0          |
| T. Richter     | 0             | 0             | 0             | 0             | 0                 | 0                 | 0                 | 0                 | 0        | 0      | 0           | 0          |
| F. Rouissi     | 19            | 4             | 3             | 0             | 0                 | 0                 | 0                 | 0                 | 19       | 4      | 3           | 0          |
| P. Ruman       | 30            | 2             | 1             | 0             | 2                 | 1                 | 0                 | 0                 | 32       | 3      | 1           | 0          |
| D. Sbordone    | 26            | 0             | 5             | 0             | 2                 | 0                 | 2                 | 0                 | 28       | 0      | 7           | 0          |
| B. Schlicke    | 1             | 0             | 0             | 0             | 0                 | 0                 | 0                 | 0                 | 1        | 0      | 0           | 0          |
| M. Surmann     | 31            | 3             | 2             | 0             | 2                 | 0                 | 0                 | 0                 | 33       | 3      | 2           | 0          |
| R. Teuber      | 8             | 0             | 0             | 0             | 1                 | 0                 | 0                 | 0                 | 9        | 0      | 0           | 0          |
| F. Türr        | 26            | 5             | 0             | 1             | 1                 | 0                 | 0                 | 0                 | 27       | 5      | 0           | 1          |
| I. Walther     | 20            | 1             | 4             | 0             | 1                 | 0                 | 0                 | 0                 | 21       | 1      | 4           | 0          |
| M. Öller       | 0             | 0             | 0             | 0             | 0                 | 0                 | 0                 | 0                 | 0        | 0      | 0           | 0          |
| P. Škarabela   | 32            | 5             | 6             | 0             | 2                 | 0                 | 0                 | 0                 | 34       | 5      | 6           | 0          |